# Метапрограмування
Метапрограмування — вид програмування, пов'язаний із створенням програмного коду, який на основі описів (метаданих) деяких процесів, алгоритмів або даних породжує інші програми для автоматизації описаних процесів, виконання послідовностей операцій алгоритмів або обробки даних. Метапрограмування засноване на метаданих, які можуть визначати типи, структуру або правила обробки даних, але не обмежується лише цим. Генеруючі код програми часто називають метапрограмами, a написання цих програм називається метапрограмуванням.